# Kaio Nunes
Kaio Nunes Ferreira (11 gennaio 1996) è un calciatore brasiliano, centrocampista dell'Aparecidense.

## Caratteristiche tecniche
È un trequartista.

## Carriera
Dopo aver militato nelle serie inferiori del campionato brasiliano, nel 2019 è stato acquistato dal Goiás. Ha esordito in Série A il 23 settembre seguente disputando l'incontro vinto 3-0 contro il Fluminense.

## Palmarès

### Competizioni statali
- Campionato Potiguar: 1

América-RN: 2023